# Donatella Poretti
Donatella Poretti (Arezzo, 14 febbraio 1968) è una politica italiana.

## Biografia
Attualmente è esponente dei Radicali Italiani e dell'Associazione Luca Coscioni. È stata eletta alla Camera dei deputati il 28 aprile 2006 nella circoscrizione XXI (Puglia).
Nella XV Legislatura è segretaria della XII Commissione (Affari sociali) dal 6 giugno 2006 e membro della Commissione parlamentare per l'infanzia dal 12 ottobre 2006.
Nell'aprile 2008 è stata eletta al Senato della Repubblica, nelle liste del Partito Democratico, all'interno della delegazione Radicale nel PD. Alle elezioni politiche del 2013 non è stata rieletta.
Collabora con l'Associazione per i diritti degli utenti e consumatori e cura da anni su Radio Radicale la rubrica Sudamericana, rassegna stampa dei quotidiani dell'America Latina.
La sua attività parlamentare ha riguardato l'antiproibizionismo, i diritti individuali, la questione dei bambini in carcere con le madri, i diritti degli animali.